# Route de la Nouvelle-France
Ne doit pas être confondu avec Chemin du Roy.
La route de la Nouvelle-France est une route touristique retraçant une des plus vieilles artères de l’Amérique du Nord. Elle relie le Vieux-Québec à la Côte-de-Beaupré en empruntant d'ouest en est quelques rues du centre-ville de Québec, puis la route 360 jusqu'à Beaupré, et enfin l'avenue Royale et le chemin du Cap-Tourmente jusqu'à Saint-Joachim.  Sur cette route, il y a à visiter des musées, des centres d'interprétation, des maisons patrimoniales et des chapelles de procession.

## Description
L'architecture des maisons témoignent des héritages culturels français et anglais : la maison normande basse et au toit accentué, qui témoigne de l'arrivée des premiers habitants et les maisons québécoises mieux adaptées aux rigueurs du climat. 
Les quartiers et municipalités montrent quatre siècles de vie.
- Le Vieux-Québec et Saint-Roch sont les premiers quartiers ouvriers
- Limoilou reflète l'évolution urbaine de la fin du XIXe siècle et du début du XXe siècle
- Les granges anciennes, les caveaux à légumes et les fermes évoquent le passé agricole de la Côte-de-Beaupré.
- Les chapelles, les croix de chemin et les lieux de pèlerinage montrent l'importance que prenait la religion dans la vie de tous les jours.

## Historique
- Tracée par François de Laval, elle était jadis empruntée par les habitants de la Côte-de-Beaupré pour acheminer les denrées au centre-ville de Québec.

- Première voie de communication et de pèlerinage vers le site de Sainte-Anne-de-Beaupré.

## Sites et attraits
- Vieux-Québec
  - 1. Bâtiment F-X Drolet
- Limoilou
  - 2. Domaine de Maizerets
- Beauport

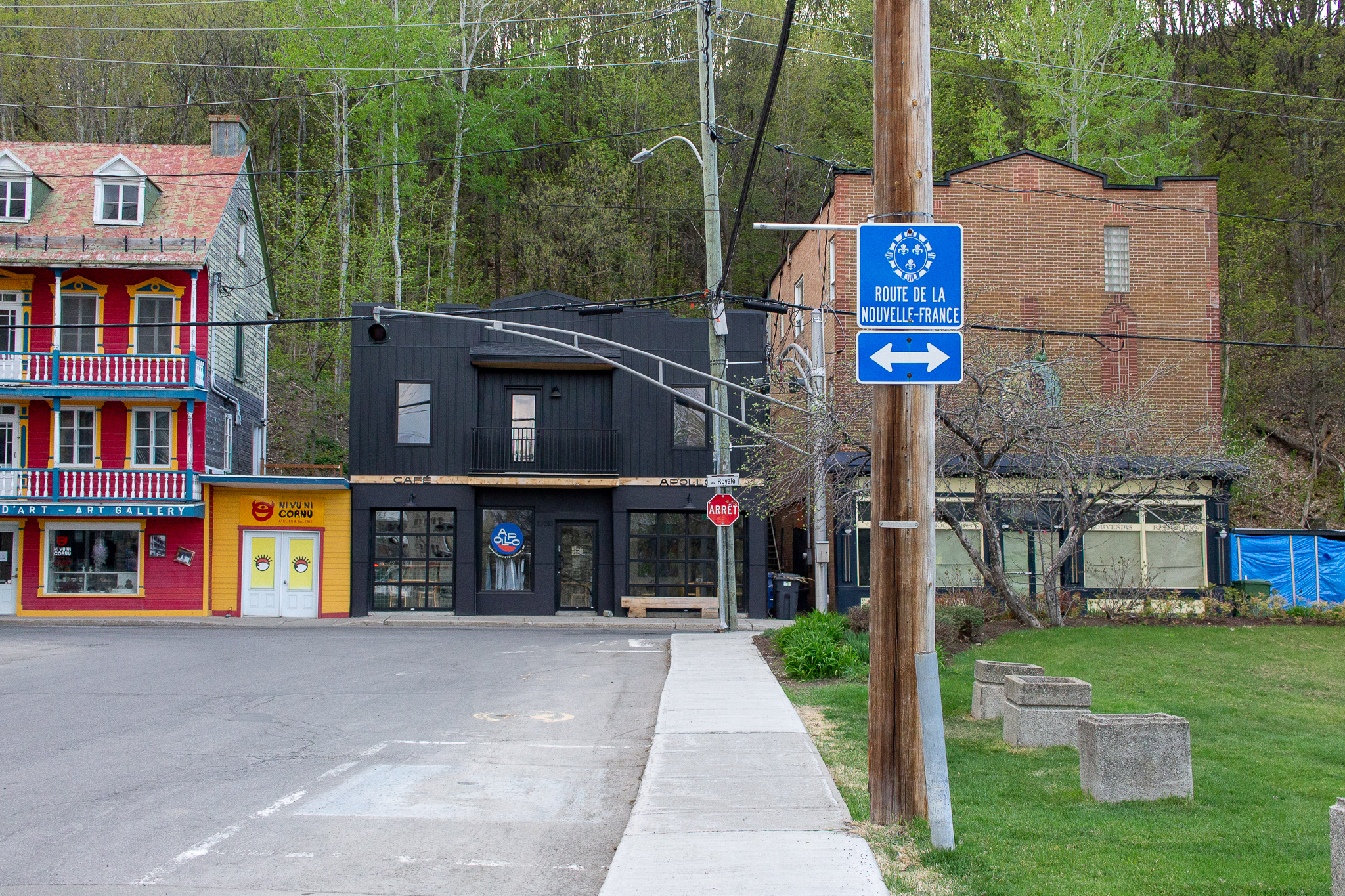
Enseigne de la Route de la Nouvelle-France à Sainte-Anne-de-Beaupré

  - 3. Institut universitaire en santé mentale de Québec
  - 4. Le parc de la rivière Beauport
  - 5. Église de la Nativité-de-Notre-Dame de Beauport et presbytère
  - 6. Maison Girardin
  - 7. Maison Tessier-dit-Laplante
  - 8. Manoir Montmorency
  - 9. Parc de la Chute-Montmorency
- Boischatel
  - 10. Maison Vézina
- L'Ange-Gardien
  - 11. Chapelle de procession Saint-Roch
  - 12. Chapelle de procession Laberge
- Château-Richer
  - 13. Moulin du Petit Pré fondé en 1695 par François de Laval.  Il est le plus ancien moulin à farine industriel d’Amérique du Nord toujours en opération[réf. nécessaire]
  - 14. Centre de généalogie, des archives et des biens culturels
  - 15. Centre d’interprétation de la Côte-de-Beaupré (CICB), logé dans un ancien couvent (1907), entièrement restauré (2002).
- Sainte-Anne-de-Beaupré
  - 16. Atelier Paré (Économusée de la sculpture sur bois)
  - 17. Sanctuaire Sainte-Anne-de-Beaupré
  - 18. Fresque de Sainte-Anne-de-Beaupré
- Saint-Joachim
  - 19. Église de Saint-Joachim
  - 20. Centre d’initiation au patrimoine (La Grande-Ferme) situé dans la réserve nationale de faune du cap Tourmente
  - 21. Réserve nationale de faune du cap Tourmente

## Trajet
Cette route traverse d'ouest en est les municipalités suivantes :
- Québec (Vieux-Québec, Limoilou, Beauport)
- Boischatel
- L'Ange-Gardien
- Château-Richer
- Sainte-Anne-de-Beaupré
- Beaupré
- Saint-Joachim
- Saint-Louis-de-Gonzague-du-Cap-Tourmente